# Lycodon ophiophagus
Lycodon ophiophagus là một loài rắn trong họ Rắn nước. Loài này được Vogel, David, Pauwels, Sumontha, Norval, Hendrix, Vu & Ziegler mô tả khoa học đầu tiên năm 2009.